# KK Волка
KK Волка (лат. KK Lupi), HD 134479 — двойная звезда в созвездии Волка на расстоянии приблизительно 1456 световых лет (около 446 парсеков) от Солнца. Видимая звёздная величина звезды — от +7,87m до +7,59m.

## Характеристики
Первый компонент — красный гигант, пульсирующая медленная неправильная переменная звезда (LB) спектрального класса M4-M5III, или Ma. Масса — около 1,077 солнечной, радиус — около 137,479 солнечных, светимость — около 749,645 солнечных. Эффективная температура — около 3656 K.
Второй компонент — коричневый карлик. Масса — около 26,2 юпитерианских. Удалён на 1,533 а.е..